# Iliosuchus incognitus
Iliosuchus incognitus és un gènere de dinosaure teròpode conegut del Bathonià (169,2 - 164,4 Ma) de les roques d'Anglaterra. Potser feia 1,5 metres de longitud.
Les úniques restes fòssils conegudes d'aquest gènere són tres ilis (BMNH R83, OUM J29780 i OUM J28971) de les pissarres de Stonesfield, Oxfordshire, Anglaterra. De l'holotip BMNH R83, Friedrich von Huene va descriure i anomenar l'espècie l'any 1932. El nom del gènere deriva de l'ili i del grec Souchos, el déu cocodril. El nom específic significa "desconegut" en llatí. L'any 1976 Peter Galton va proposar una altra espècie, I. clevelandi, va assignar Stokesosaurus clevelandi a Iliosuchus, però això no s'ha seguit.